# Naturopatia
Naturopatia ou medicina natural é uma forma de medicina alternativa que recorre a uma série de práticas pseudocientíficas comercializadas como "naturais", "não invasivas" ou "regenerativas". A ideologia e os métodos da naturopatia têm por base o vitalismo e a medicina popular, e não a medicina baseada em evidências. É comum que naturopatas recomendem às pessoas que não recorram a práticas medicinais modernas, como exames médicos, medicamentos, vacinas ou cirurgias, podendo trazer complicações quando um paciente deixa ter um diagnóstico ou tratamento adequado a tempo. Em vez disso, os estudos e práticas naturopatas assentam em noções não científicas, que levam frequentementemente a diagnósticos e tratamentos sem mérito factual.
A naturopatia é considerada pelos profissionais de medicina como sendo ineficaz e potencialmente prejudicial, o que levanta questões de ética médica acerca da sua prática. Os naturopatas têm sido continuamente acusados de charlatanismo. Nos tribunais de muitos países, vários naturopatas têm sido julgados como responsáveis por vários crimes.  Em alguns países, é crime os naturopatas apresentarem-se como profissionais de saúde.

## Histórico
O termo naturopatia surge da fusão das palavras natura (termo latino para nascimento) e pathos (raiz grega para sofrimento), para sugerir uma "cura natural"; seus defensores afirmam que Hipócrates, o "Pai da Medicina", teria sido o primeiro defensor da naturopatia - mesmo antes de o termo ter sido criado. Tem suas raízes no movimento de "Cura Natural" que surgiu na Europa no século XIX. Na Escócia Thomas Allinson começou a defender sua "Medicina Higiênica" na década de 1880, promovendo uma dieta natural e exercícios, evitando o fumo e o excesso de trabalho.
O termo foi cunhado em 1895 por John Scheel, e incorporado por Benedict Lust, a quem os adeptos consideram ser o "Pai da Neuropatia dos Estados Unidos". Lust fora discípulo na Alemanha do padre Sebastian Kneipp, com quem aprendera hidroterapia e outras práticas naturais de saúde e, depois, fora por ele enviado aos EUA para divulgar seus métodos sem uso de drogas. Lust definiu a naturopatia como uma disciplina ampla, em vez de um método particular, e incluiu técnicas como hidroterapia, fitoterapia e homeopatia, além de eliminar a ingestão excessiva de chá, café e álcool. ele descrevia o corpo humano em termos espirituais e vitalísticos com "absoluta fé nas forças cósmicas da natureza do homem"  De acordo com o Merriam-Webster Dictionary o primeiro uso impresso conhecido de "naturopatia" é de 1901.
Foi em 1901 que Lust fundou a American School of Naturopathy, em Nova Iorque; no ano seguinte as Kneipp Societies que existiam naquele país foram descontinuadas e renomeadas como  "sociedades naturopáticas". Em setembro de 1919, a Naturopathic Society of America foi dissolvida e Benedict Lust fundou a American Naturopathic Association no seu lugar. Os profissionais eram então licenciados para atuar na naturopatia ou terapia sem drogas em vinte e cinco dos estados, nas primeiras três décadas do século XX. A naturopatia foi adotada por muitos quiropatas, e muitas escolas ofereciam os graus de doutorado em naturopatia e em quiropraxia. As estimativas do número de escolas naturopatas ativas nos Estados Unidos durante este período variam entre uma a duas dúzias.
Após um período de rápido crescimento, a naturopatia entrou em declínio por várias décadas após a década de 1930. Em 1910, a Fundação Carnegie para o Avanço do Ensino publicou o Relatório Flexner , que criticava muitos aspectos da educação médica, especialmente a qualidade e a falta de rigor científico. O advento da penicilina e outras "drogas milagrosas" e a consequente popularidade da medicina moderna também contribuíram para o declínio da naturopatia. Nas décadas de 1940 e 1950, uma ampliação do escopo das leis de prática médica levou muitas escolas de quiropraxia a abandonar seus graus de doutorado em naturopatia, embora muitos quiropráticos continuassem a praticá-la. De 1940 a 1963, a American Medical Association fez campanha contra sistemas médicos heterodoxos. Em 1958, a prática da naturopatia era licenciada em apenas cinco estados.
Em 1968 o Departamento de Saúde, Educação e Bem-Estar dos Estados Unidos publicou um relatório sobre a naturopatia, concluindo que ela não era baseada na ciência médica e que a educação naturopática era inadequada para preparar os graduados para fazer o diagnóstico apropriado e fornecer tratamento; o relatório recomendou não expandir a cobertura do Medicare para incluir tratamentos naturopatas. Em 1977 uma comissão australiana de inquérito chegou a conclusões semelhantes e não recomendava licenciamento para naturopatas.
A partir dos anos 1970, houve um renascimento do interesse nos Estados Unidos e no Canadá, no bojo do movimento de "saúde holística". Em 2009 , quinze estados dos EUA, Porto Rico, as Ilhas Virgens dos EUA e o Distrito de Columbia licenciaram médicos naturopatas, e o estado de Washington exige que as seguradoras ofereçam reembolso por serviços prestados por médicos naturopatas. Por outro lado, alguns estados como a Carolina do Sul e o Tennessee proíbem a prática da naturopatia.
Em 2015 a ex-médica naturopata Britt Marie Hermes começou a escrever criticamente sobre sua experiência sendo treinada e praticando medicina naturopática.
O IHS (Indian Health Service) dos Estados Unidos começou a aceitar médicos naturopatas em suas clínicas e consultórios em 2013, também disponibilizando o reembolso do empréstimo para os doutorados na área.

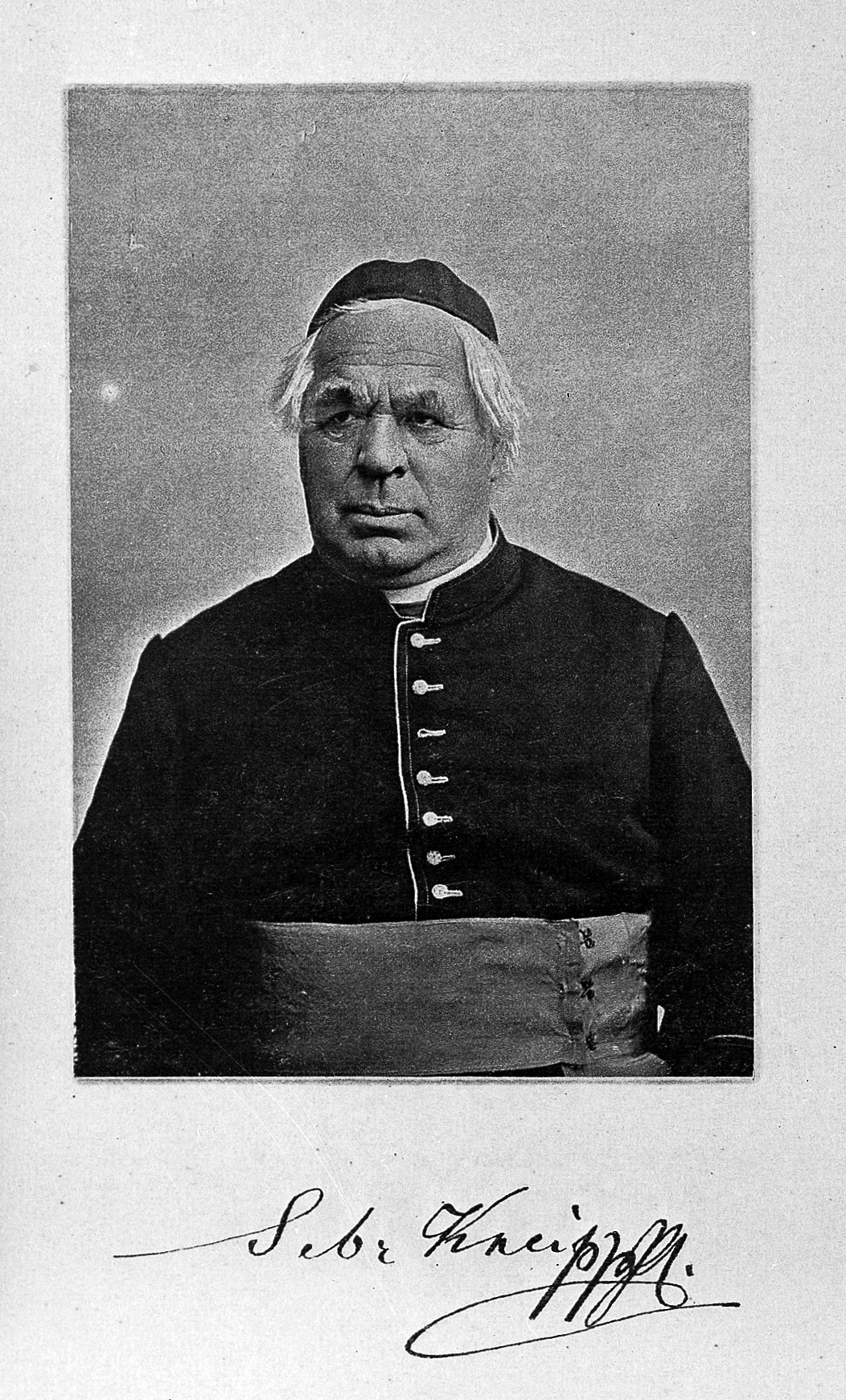
Sebastian Kneipp c. 1898, padre da Baviera e antepassado da naturopatia
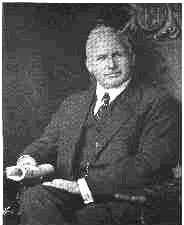
Benedict Lust c. 1902, o fundador da naturopatia nos EUA
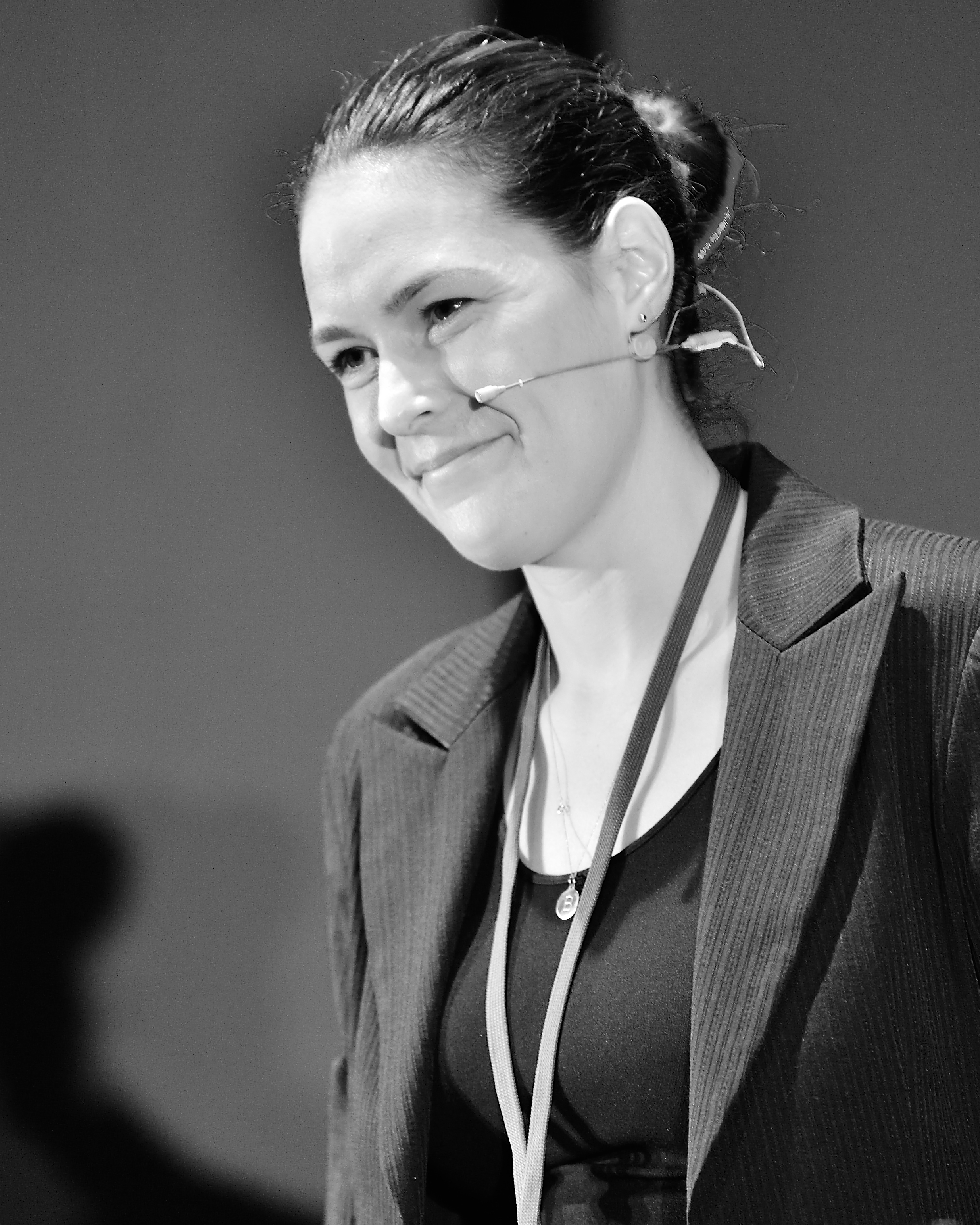
Britt Marie Hermes c. 2016, uma ex-médica naturopata e grande crítica da naturopatia.

## Prática

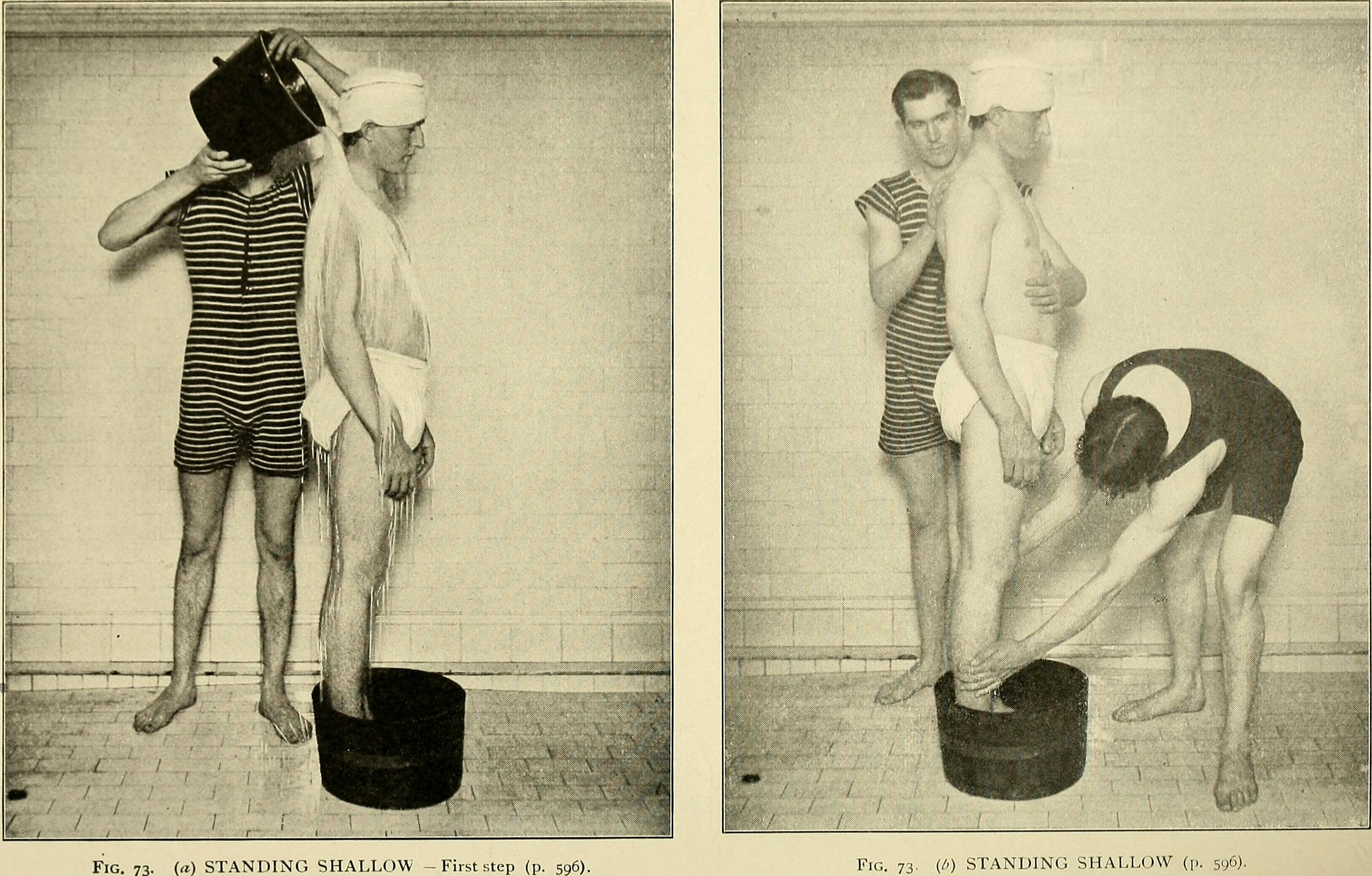
Paciente sujeito a uma sessão de hidroterapia.

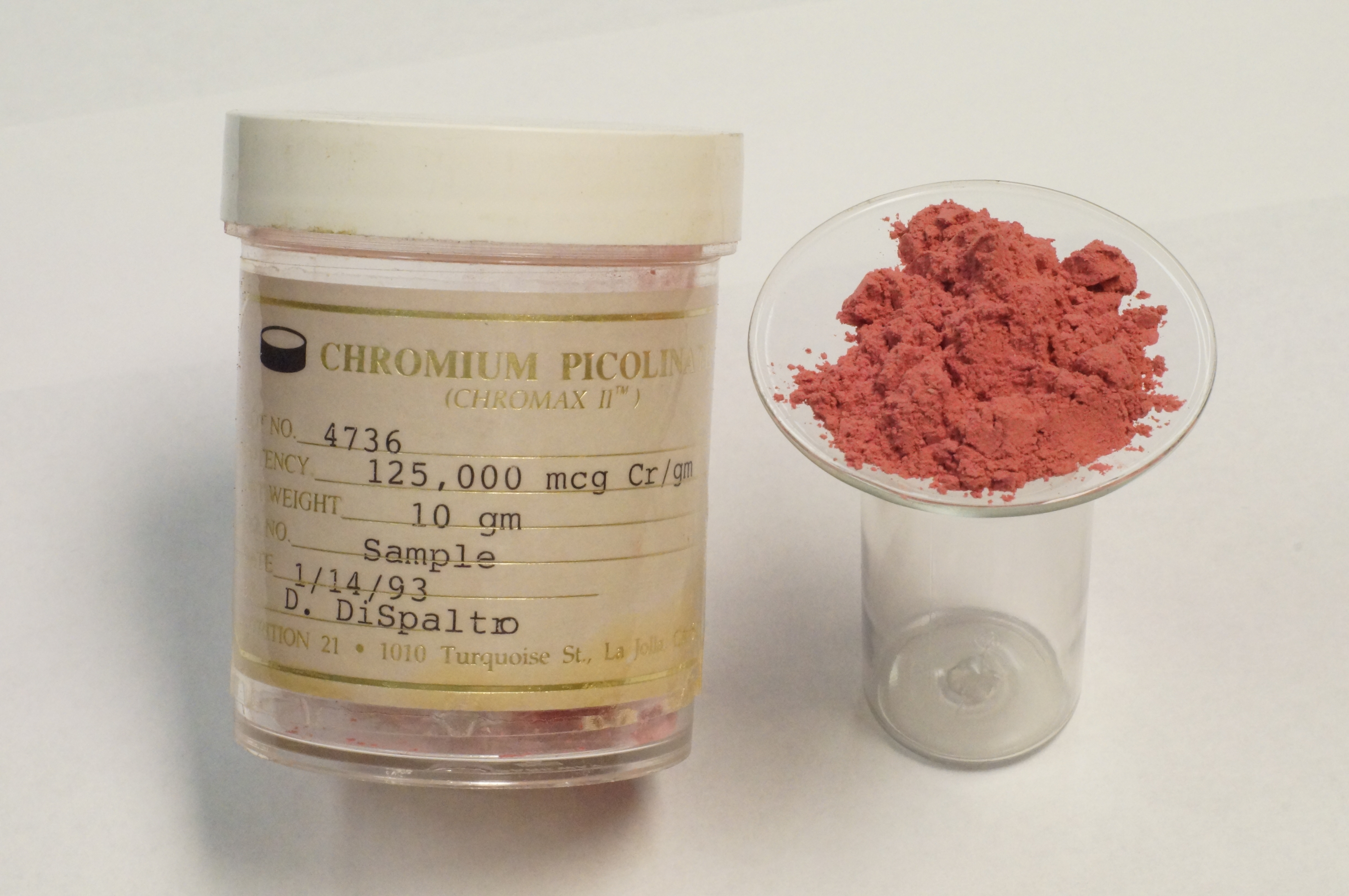
Suplemento nutricional de picolinato de crómio.

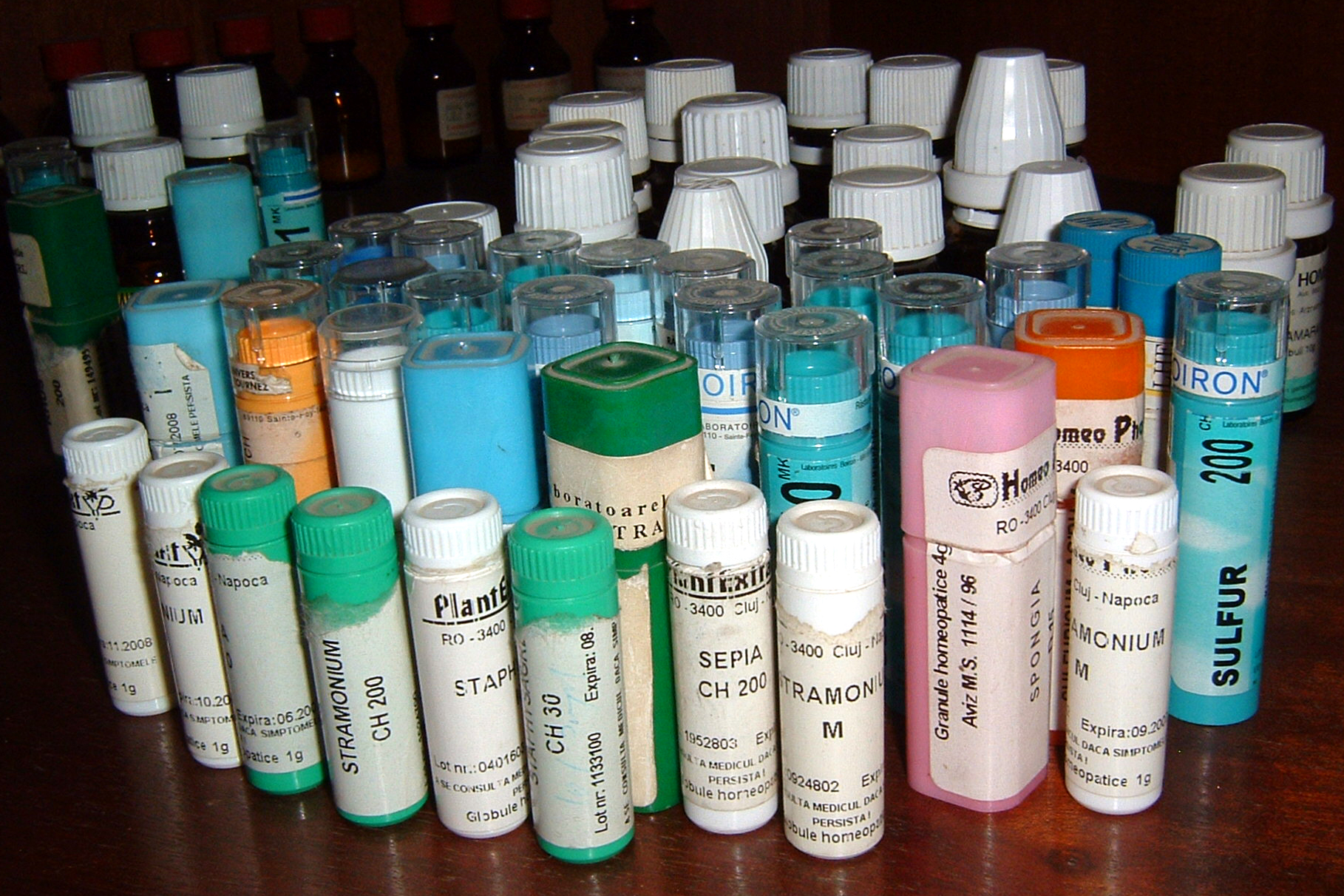
Os naturopatas recorrem frequentemente a preparados homeopáticos, uma prática considerada pseudociência.

A prática de medicina natural baseia-se na crença de que o corpo tem a capacidade de se curar das doenças por si próprio através de uma força ou energia vital que orienta internamente os processos corporais. Os diagnósticos e os tratamentos consistem sobretudo em terapias alternativas e métodos ditos "naturais", que os naturopatas alegam promover essa capacidade natural do corpo em se curar. A naturopatia tem por base uma abordagem holística, geralmente evitando o recurso a cirurgia ou medicamentos. Os naturopatas alegam prevenir doenças através apenas da diminuição do stresse e de alterações na dieta e no estilo de vida, muitas vezes rejeitando os métodos da medicina baseada em evidências. Os naturopatas opõem-se frequentemente à medicina baseada em evidências e à administração de vacinas ou antibióticos, mesmo em casos onde a medicina é amplamente eficaz.
Uma consulta de naturopatia começa geralmente com uma entrevista demorada ao paciente. As perguntas focam-se no estilo de vida, historial clínico, tom emocional e características físicas, sendo complementada com um exame físico. Muitos naturopatas apresentam-se como prestadores de cuidados de saúde primários. Alguns podem prescrever medicamentos, realizar pequenas cirurgias ou integrar na sua prática outras abordagens da medicina convencional, como aconselhamento nutricional ou modificações no estilo de vida. No entanto, os naturopatas tradicionais lidam exclusivamente com alterações no estilo de vida, não diagnosticamente nem tratando doenças.

### Métodos
Os métodos usados por cada naturopata dependem da sua formação e do âmbito da prática. Entre os métodos mais comuns na naturopatia estão o herbalismo, homeopatia, acupunctura, curas naturais, medicina física, cinesiologia aplicada, lavagem intestinal, terapia de quelação, cromoterapia, terapia craniossacral, análises ao cabelo, iridologia, análise de sangue vivo, ozonoterapia, psicoterapia, medidas de higiene e saúde pública, reflexoterapia, rolfing, massoterapia e medicina tradicional chinesa. As "curas naturais" incluem uma série de terapias baseadas na exposição aos elementos naturais como a radiação solar, ar puro, calor ou frio. Incluem também conselhos de nutrição, como seguir uma dieta vegetariana ou integral, jejum ou abstenção de bebidas alcoólicas ou açúcar. Os métodos de medicina física incluem terapia manual dos ossos ou tecidos moles, medicina desportiva, exercício físico e hidroterapia. O aconselhamento psicológico incluem meditação, técnicas de relaxamento e outros métodos para gerir o stresse.

### Evidências científicas

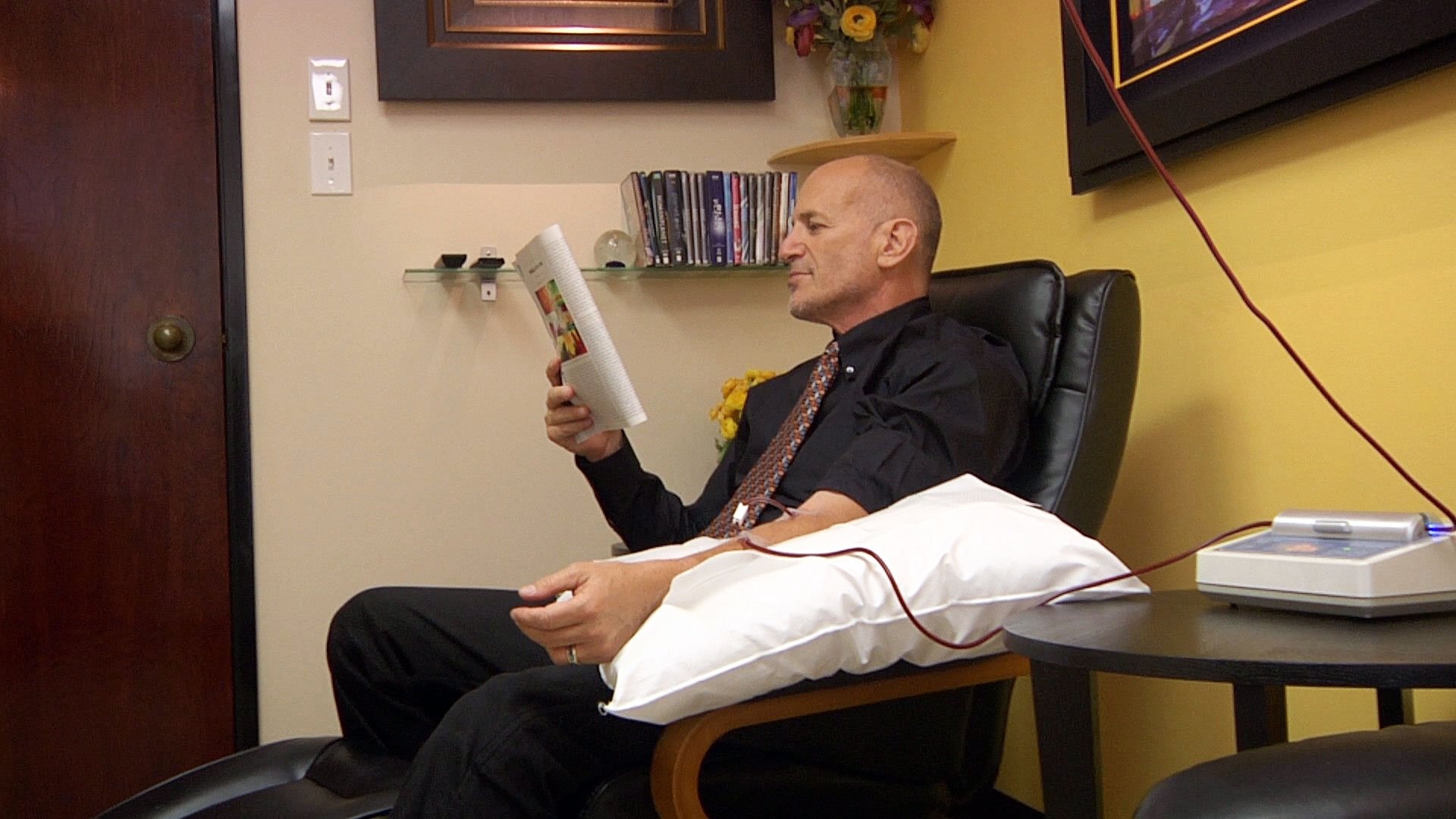
Paciente sujeito a ozonoterapia com radiação ultravioleta. O ozono é um gás tóxico sem qualquer aplicação médica conhecida.

A naturopatia não possui bases científicas os seus métodos divergem do discurso científico, e é rejeitada pela comunidade médica. Alguns métodos assentam em supostos "campos de energia vital", cuja existência nunca foi demonstrada. A naturopatia é criticada pela sua dependência e associação com tratamentos alternativos não provados, refutados ou de qualquer forma controversos.
Vários tratamentos de medicina natural alegam ser eficazes no tratamento do cancro. No entanto, a American Cancer Society afirma que não há quaisquer evidências que apoiem a alegação de que a naturopatia possa curar o cancro ou qualquer outra doença. Os nutracêuticos demonstraram ser pouco promissores para o tratamento de doenças, principalmente de cancro. Nos ensaios em laboratório demonstraram ter efeito terapêutico limitado nas vias metabólicas, enquanto nos ensaios clínicos demonstraram ter pouca biodisponibilidade.
Os praticantes de naturopatia geralmente opoêm-se à vacinação. As razões para se oporem são parcialmente baseadas nos fundamentos da prática. Embora as evidências de associação entre eturopatia e vacinação pediátrica sejam escassas, os estudos publicados sugerem que apenas uma minoria de naturopatas apoiam a vacinação completa.

### Segurança
Os naturopatas recomendam frequentemente a exposição a substâncias naturais como a radiação solar, plantas medicinas, determinados alimentos e atividades que descrevem como "naturais", como exercício físico, meditação e relaxamento. Os naturopatas alegam que estes tratamentos naturais ajudam o corpo a curar-se a si próprio sem os efeitos adversos da medicina convencional. No entanto, os métodos e as substâncias químicas ditas "naturais" não são necessariamente mais seguras ou mais eficazes do que as artificiais ou sintéticas, e qualquer tratamento que possua um efeito pode também espoletar um efeito adverso.
Alguns tratamentos de medicina natural, como a homeopatia, o rolfing ou a iridologia são amplamente considerados pseudociência ou charlatanismo. Os praticantes de pseudomedicina, entre os quais os naturopatas, recorrem a fraudes e métodos não científicos num público que, tendo poucos conhecimentos de medicina, se limita a acreditar nas alegações de tais praticantes. A OMS tem vindo a fazer esforços no sentido de regulamentar a Naturopatia nos estados membros, bem como outras medicinas tradicionais, complementares e alternativas, baseadas em teses, crenças e experiências nativas de várias culturas, explicáveis ou não.